# タンザニア革命党
タンザニア革命党（タンザニアかくめいとう、スワヒリ語：Chama Cha Mapinduzi, CCM）は、タンザニアの政党の1つで現与党。党本部はドドマに置かれている。
前身はタンガニーカ・アフリカ民族同盟(TANU)で、1977年に中国の支援で建設されたアマーン・スタジアムにてザンジバルのアフロ・シラジ党(ASP)と統合してタンザニア革命党を設立した。1961年のタンガニーカ独立、1964年のタンガニーカ・ザンジバル両国統合後、そして現在も、TANUからCCMへの改称はあったにせよ、同国の政権を一貫して担い続けている。タンザニア連合共和国初代大統領ジュリウス・ニエレレは大統領辞任後も、1990年まではタンザニア革命党党首の座にあり一定の政治力を保持していた。1992年の憲法改正で制度上は複数政党制が認められたものの、1986年までの社会主義的政策で全土に根を張ったCCMの支配力は大きく、1995年の大統領選・議会選では、CCMのベンジャミン・ウィリアム・ムカパ元外相が大統領に当選し、議会でもCCMの支配は揺るがなかった。以降、2024年現在も歴代の大統領、首相は全員がCCM所属である。